# Floyd Curry
Pour les articles homonymes, voir Curry (homonymie).
Floyd James Curry, surnommé Busher, (né le 11 août 1925 à Chapleau dans la province de l'Ontario au Canada et mort le 16 septembre 2006 à Montréal dans la province de Québec au Canada) est un joueur professionnel de hockey sur glace canadien qui a joué plus de 600 match dans la LNH avec les Canadiens de Montréal.

## Biographie
Il commença sa carrière dans la QSHL avec les Royals de Montréal pendant 2 saisons. Après il joua après 11 saisons avec les Canadiens de Montréal partager avec la LAH avec les Bisons de Buffalo puis une avec les Americans de Rochester et finit sa carrière dans la QSHL avec les Royals de Montréal comme elle a commencé.

## Statistiques
| Saison     | Équipe                 | Ligue      |     | Saison régulière | Saison régulière | Saison régulière | Saison régulière | Saison régulière |    | Séries éliminatoires | Séries éliminatoires | Séries éliminatoires | Séries éliminatoires | Séries éliminatoires |
| Saison     | Équipe                 | Ligue      | PJ  | B                | A                | Pts              | Pun              | PJ               | B  | A                    | Pts                  | Pun                  |                      |                      |
| 1945-1946  | Royals de Montréal     | LHSQ       | 32  | 22               | 23               | 45               | 8                | 11               | 3  | 6                    | 9                    | 4                    |                      |                      |
| 1946-1947  | Royals de Montréal     | LHSQ       | 40  | 23               | 20               | 43               | 26               | 11               | 3  | 4                    | 7                    | 4                    |                      |                      |
| 1947-1948  | Canadiens de Montréal  | LNH        | 31  | 1                | 5                | 6                | 0                | -                | -  | -                    | -                    | -                    |                      |                      |
| 1947-1948  | Bisons de Buffalo      | LAH        | 14  | 6                | 8                | 14               | 10               | -                | -  | -                    | -                    | -                    |                      |                      |
| 1948-1949  | Bisons de Buffalo      | LAH        | 67  | 24               | 19               | 43               | 12               | -                | -  | -                    | -                    | -                    |                      |                      |
| 1948-1949  | Canadiens de Montréal  | LNH        | -   | -                | -                | -                | -                | 2                | 0  | 0                    | 0                    | 2                    |                      |                      |
| 1949-1950  | Bisons de Buffalo      | LAH        | 24  | 4                | 6                | 10               | 6                | -                | -  | -                    | -                    | -                    |                      |                      |
| 1949-1950  | Canadiens de Montréal  | LNH        | 49  | 8                | 8                | 16               | 8                | 5                | 1  | 0                    | 1                    | 2                    |                      |                      |
| 1950-1951  | Canadiens de Montréal  | LNH        | 69  | 13               | 14               | 27               | 23               | 11               | 0  | 2                    | 2                    | 2                    |                      |                      |
| 1951-1952  | Canadiens de Montréal  | LNH        | 64  | 20               | 18               | 38               | 10               | 11               | 4  | 3                    | 7                    | 6                    |                      |                      |
| 1952-1953  | Canadiens de Montréal  | LNH        | 68  | 16               | 6                | 22               | 10               | 12               | 2  | 1                    | 3                    | 2                    |                      |                      |
| 1953-1954  | Canadiens de Montréal  | LNH        | 70  | 13               | 8                | 21               | 22               | 11               | 4  | 0                    | 4                    | 4                    |                      |                      |
| 1954-1955  | Canadiens de Montréal  | LNH        | 68  | 11               | 10               | 21               | 36               | 12               | 8  | 4                    | 12                   | 4                    |                      |                      |
| 1955-1956  | Canadiens de Montréal  | LNH        | 70  | 14               | 18               | 32               | 10               | 10               | 1  | 5                    | 6                    | 12                   |                      |                      |
| 1956-1957  | Canadiens de Montréal  | LNH        | 70  | 7                | 9                | 16               | 20               | 10               | 3  | 2                    | 5                    | 2                    |                      |                      |
| 1957-1958  | Canadiens de Montréal  | LNH        | 42  | 2                | 3                | 5                | 8                | 7                | 0  | 0                    | 0                    | 2                    |                      |                      |
| 1958-1959  | Americans de Rochester | LAH        | 2   | 0                | 0                | 0                | 4                | -                | -  | -                    | -                    | -                    |                      |                      |
| 1958-1959  | Royals de Montréal     | LHQ        | 57  | 9                | 13               | 22               | 40               | -                | -  | -                    | -                    | -                    |                      |                      |
| Totaux LNH | Totaux LNH             | Totaux LNH | 601 | 105              | 99               | 204              | 147              | 91               | 23 | 17                   | 40                   | 38                   |                      |                      |